# Pilophorus (wants)
Pilophorus is een geslacht van wantsen uit de familie blindwantsen. Het geslacht werd voor het eerst wetenschappelijk beschreven door Carl Wilhelm Hahn in 1826 .

## Soorten
Het genus bevat de volgende soorten:

- Pilophorus acicularis (Ach.) Th. Fr.
- Pilophorus alstoni Schuh, 1984
- Pilophorus americanus Poppius, 1914
- Pilophorus amoenus Uhler, 1887
- Pilophorus angustulus Reuter, 1888
- Pilophorus arboreus Schuh, 1989
- Pilophorus aureus (Zou, 1983)
- Pilophorus bakeri Schuh, 1984
- Pilophorus balli Knight, 1968
- Pilophorus benjamin Rieger, 1984
- Pilophorus bistriatus Zou, 1987
- Pilophorus borneensis (Carvalho, 1986)
- Pilophorus brunneus Poppius, 1914
- Pilophorus buenoi Poppius, 1914
- Pilophorus castaneus (Zou, 1983)
- Pilophorus cembroides Schuh and Schwartz, 1988
- Pilophorus cereolus (Ach.) Th. Fr.
- Pilophorus chiricahuae Knight, 1968
- Pilophorus choii Josifov, 1978
- Pilophorus cinnamopterus (Kirschbaum, 1856)
- Pilophorus clavatus (Linnaeus, 1767)
- Pilophorus clavicornis Poppius, 1914
- Pilophorus concolor Schuh and Schwartz, 1988
- Pilophorus confusus (Kirschbaum, 1856)
- Pilophorus crassipes Heidemann, 1892
- Pilophorus cubanus Hernandez and Henry, 2010
- Pilophorus culion (Schuh, 1984)
- Pilophorus curtulus Kurok. & Shibuichi
- Pilophorus dailanh Schuh, 1984
- Pilophorus daradae Schuh, 1984
- Pilophorus decimaculatus (Zou, 1983)
- Pilophorus dianae Josifov, 1989
- Pilophorus diffusus Knight, 1968
- Pilophorus discretus Van Duzee, 1918
- Pilophorus disjunctus Kerzhner, 1969
- Pilophorus dislocatus Knight, 1968
- Pilophorus dovrensis (Nyl.) Timdal, Hertel & Rambold
- Pilophorus elongatus Zhang and Liu, 2009
- Pilophorus erraticus Linnavuori, 1962
- Pilophorus exiguus Poppius, 1914
- Pilophorus explanatus Schuh and Schwartz, 1988
- Pilophorus floridanus Knight, 1973
- Pilophorus formosanus Poppius, 1914
- Pilophorus fortinigritus Zhang and Liu, 2009
- Pilophorus fruticosus Li S. Wang & Xin Y. Wang
- Pilophorus fulvicomus Mu, Zhang, and Liu, 2012
- Pilophorus furvus Knight, 1923
- Pilophorus fuscipennis Knight, 1926
- Pilophorus fyan Schuh, 1984
- Pilophorus gallicus Remane, 1954
- Pilophorus geminus Knight, 1926
- Pilophorus gracilis Uhler, 1895
- Pilophorus heidemanni Poppius, 1914
- Pilophorus henryi Schuh and Schwartz, 1988
- Pilophorus indonesicus Schuh, 1991
- Pilophorus javanus Poppius, 1914
- Pilophorus josifovi Kerzhner, 2008
- Pilophorus josifovianus Duwal and Yasunaga, 2008
- Pilophorus juniperi Knight, 1923
- Pilophorus kathleenae (Schuh, 1984)
- Pilophorus kockensis Schuh, 1984
- Pilophorus koreanus Josifov, 1978
- Pilophorus laetus Heidemann, 1892
- Pilophorus latus Zou, 1989
- Pilophorus lestoni Schuh, 1989
- Pilophorus linnavuori Schuh, 1989
- Pilophorus longisetosus Knight, 1968
- Pilophorus lucidus Linnavuori, 1962
- Pilophorus maculata (Schuh, 1984)
- Pilophorus minutus Knight, 1973
- Pilophorus miyamotoi Linnavuori, 1961
- Pilophorus mongolicus Kerzhner, 1984
- Pilophorus myrmecoides (Carvalho, 1956)
- Pilophorus nasicus Knight, 1926
- Pilophorus neoclavatus Schuh and Schwartz, 1988
- Pilophorus nevadensis Knight, 1968
- Pilophorus niger Poppius, 1914
- Pilophorus nigricaulis M. Satô
- Pilophorus okamotoi Miyamoto and Lee, 1966
- Pilophorus palawana (Schuh, 1984)
- Pilophorus pericarti Guenther and Strauss, 2009
- Pilophorus perplexus Douglas and Scott, 1875
- Pilophorus piceicola Knight, 1926
- Pilophorus pilosus Odhiambo, 1959
- Pilophorus pleiku (Schuh, 1984)
- Pilophorus prolixus Schuh, 1989
- Pilophorus pseudoperplexus Josifov, 1987
- Pilophorus pulcher (G. Henry, 1931)
- Pilophorus pusillus Reuter, 1878
- Pilophorus salicis Knight, 1968
- Pilophorus samoanus Knight, 1935
- Pilophorus schaffneri Schuh and Schwartz, 1988
- Pilophorus schwartzi Reuter, 1909
- Pilophorus scutellaris Reuter, 1902
- Pilophorus setiger Knight, 1941
- Pilophorus setulosus Horvath, 1905
- Pilophorus simulans Josifov, 1989
- Pilophorus sinuaticollis Reuter, 1879
- Pilophorus stonedahli Schuh and Schwartz, 1988
- Pilophorus strobicola Knight, 1926
- Pilophorus strumaticus Nyl. ex Cromb.
- Pilophorus sumatranus Poppius, 1914
- Pilophorus sundae (Schuh, 1984)
- Pilophorus taxodii Knight, 1941
- Pilophorus tibialis Van Duzee, 1918
- Pilophorus tomentosus Van Duzee, 1918
- Pilophorus torrevillasi Schuh, 1984
- Pilophorus typicus (Distant, 1909)
- Pilophorus uhleri Knight, 1923
- Pilophorus validicornis Kerzhner, 1977
- Pilophorus vicarius Poppius, 1914
- Pilophorus walshii Uhler, 1887
- Pilophorus yunganensis Schuh, 1984